# Distretto di Salzburg-Umgebung

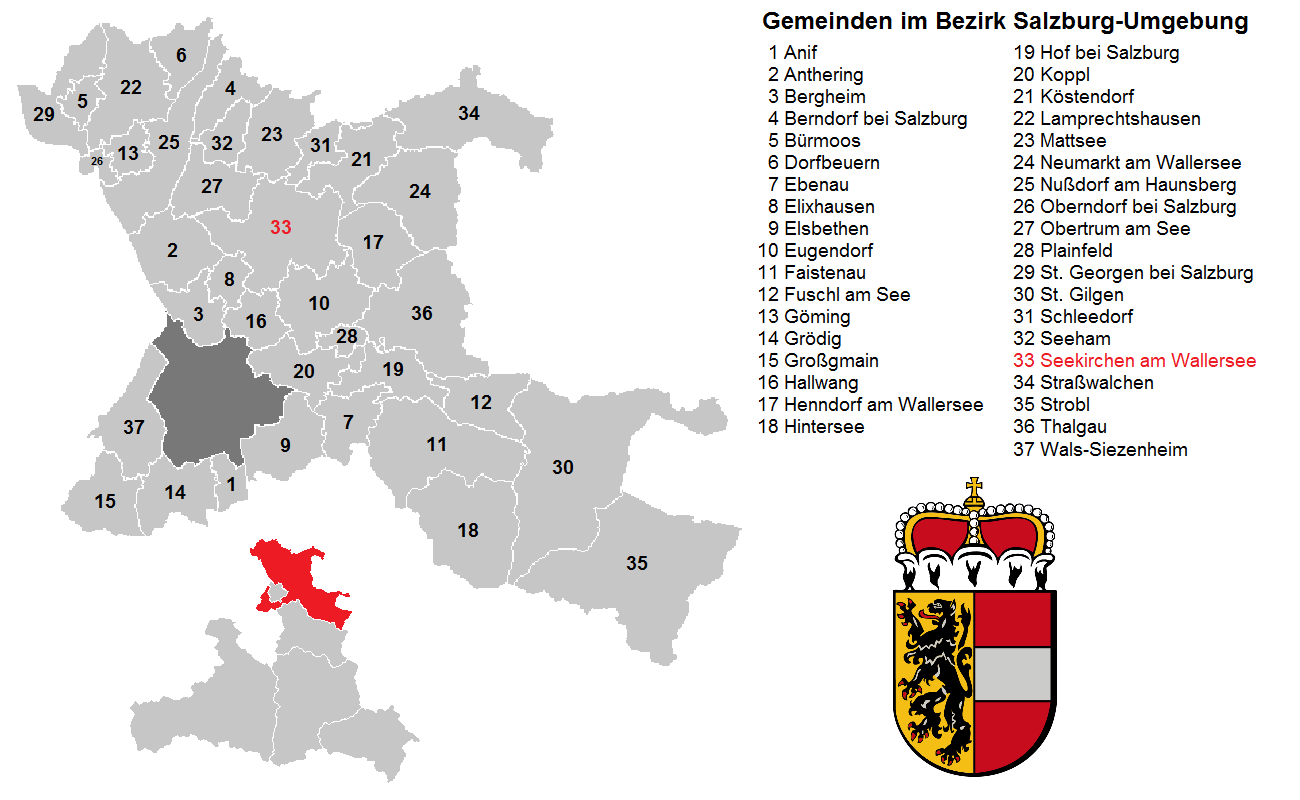
Salzburg-Umgebung

Il distretto di Salzburg-Umgebung (indicato anche come Flachgau o Salzburg-Land) è un distretto amministrativo dello stato del Salisburghese, in Austria. Il capoluogo è Salisburgo, che è esterno al territorio distrettuale. I centri maggiori distrettuali sono la città di Seekirchen ed il comune di Wals-Siezenheim.

## Geografia antropica
Il distretto si suddivide in 37 comuni, di cui 3 con status di città e 6 con diritto di mercato.
(Popolazione al 1 gennaio 2023)

### Città
1. Neumarkt am Wallersee (6.626)
2. Oberndorf bei Salzburg (6.058)
3. Seekirchen am Wallersee (11.233)

### Comuni mercato
1. Eugendorf (7.199)
2. Grödig (7.408)
3. Mattsee (3.499)
4. Obertrum am See (4.958)
5. Straßwalchen (8.011)
6. Thalgau (6.030)

### Comuni
1. Anif (4.286)
2. Anthering (3.748)
3. Bergheim (5.855)
4. Berndorf bei Salzburg (1.744)
5. Bürmoos (5.027)
6. Dorfbeuern (1.621)
7. Ebenau (1.434)
8. Elixhausen (3.128)
9. Elsbethen (5.507)
10. Faistenau (3.100)
11. Fuschl am See (1.659)
12. Göming (761)
13. Großgmain (2.614)
14. Hallwang (4.235)
15. Henndorf am Wallersee (5.078)
16. Hintersee (470)
17. Hof bei Salzburg (3.630)
18. Koppl (3.679)
19. Köstendorf (2.678)
20. Lamprechtshausen (4.078)
21. Nußdorf am Haunsberg (2.535)
22. Plainfeld (1.305)
23. St. Georgen bei Salzburg (3.081)
24. St. Gilgen (4.076)
25. Schleedorf (1.148)
26. Seeham (2.004)
27. Strobl (3.691)
28. Wals-Siezenheim (14.246)